# Cementos Portland
El Grupo Cementos Portland Valderrivas, conocida como Cementos Portland es una empresa española dedicada a la fabricación de cemento. Es uno de los principales fabricantes en el mercado español y está presente en varios mercados internacionales. La sede social de la empresa se encuentra en Pamplona (Navarra) y su fundación data de 1903. El grupo cotiza en la Bolsa de Madrid pero está controlado por la constructora española FCC.
Es la novena empresa que emite más toneladas de CO2 equivalente en España.

## Historia

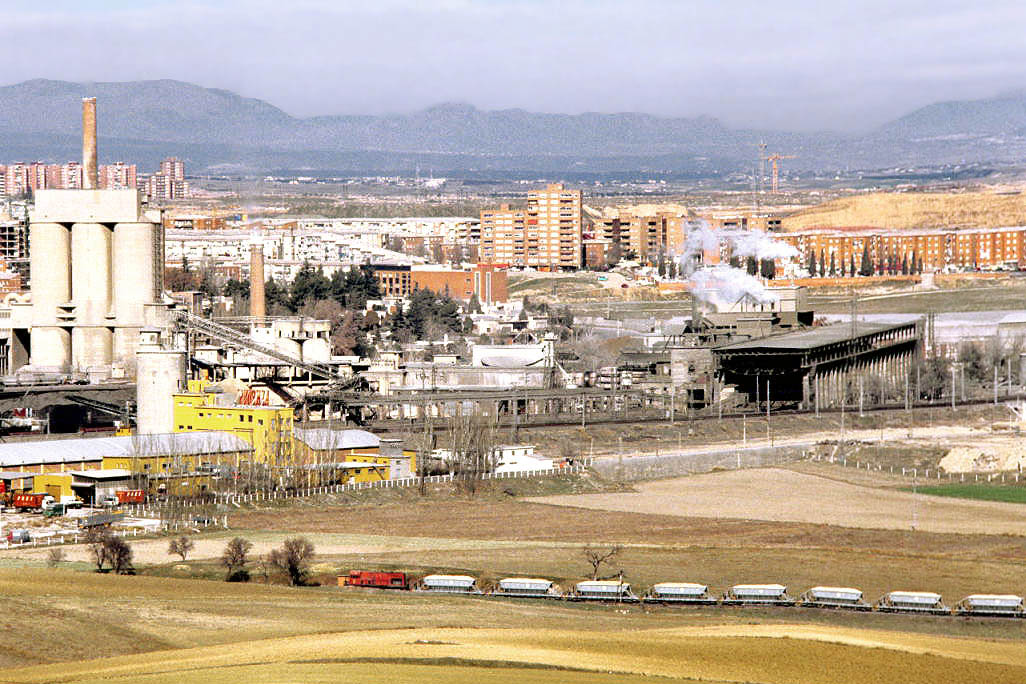
La fábrica de Portland en Madrid y el ferrocarril del Tajuña, en 1991.

La empresa se funda en 1903 y ya en 1905 comienza la producción en la planta de Olazagutía. Veinte años más tarde, en 1923, se crea Portland Valderrivas S.A. Durante los años siguientes se abren diferentes fábricas y se adquieren o fundan diferentes empresas del sector. A mediados de la década de 1960 la compañía adquirió el ferrocarril del Tajuña, para prestar servicio a varias instalaciones de la zona de Madrid. La línea se mantuvo operativa hasta 1997, cuando fue clausurada junto a la fábrica de Portland Valderrivas en Madrid. En 1988 comienza la expansión internacional con una participación en la cementera estadounidense CDN. En 1993 se culmina la formación del grupo y en 2002 la empresa es finalmente absorbida por el grupo constructor español FCC.

## Accionariado
| Accionista       | Derechos de voto | Sociedad | Participación | Control |
| ---------------- | ---------------- | -------- | ------------- | ------- |
| Esther Koplowitz | 69,785%          | FCC      | 69,785%       | 53,956% |

## Filiales
| Empresa                      | Participación |
| ---------------------------- | ------------- |
| Société des Cements d'Enfida |               |

## Controversia
La Asociación de Vecinos de Morata de Tajuña solicitó apoyo para conseguir que la Consejería de Medio Ambiente de la Comunidad de Madrid denegase la autorización ambiental solicitada por Portland Valderrivas "El Alto" para incinerar residuos en su cementera, la segunda más grande de Europa.
En la factoría de Olazagutia también se ha producido un conflicto similar, por el proyecto de la empresa de utilizar residuos como combustible. La Mancomunidad de Sakana y la Fundación Sustrai Erakuntza han interpuesto una demanda judicial ante la autorización del Gobierno de Navarra para esta nueva actividad de la empresa.